# Bedřich Hacar
Bedřich Hacar (24. května 1893 Čechy pod Kosířem – 9. října 1963 Praha) byl český architekt a technik.

## Biografie
Hacar vystudoval na ČVUT stavební inženýrství a zeměměřické inženýrství. Promoval v roce 1921 a habilitoval v roce 1939. Po studiích pracoval jako konstruktér v Ústavu staveb ze železobetonu a železných staveb pozemních. Věnoval se zde především vlastnostem železobetonu a také pedagogické činnosti. Později se zabýval využitím tvaru hyperboly ve stavebnictví a uplatnění skořepinových střech. Od roku 1945 byl řádným profesorem Vysoké školy inženýrské při ČVUT. Byl ředitelem Stavebního, dnes Kloknerova ústavu.

## Dílo
Mezi projekty, na kterých se podílel, patřily například vodní nádrže ve Vranově nad Dyjí, Vraném nad Vltavou, Štěchovicích, apod. Podílel se na stavbě podolské vodárny. Navrhl budovu nového nádraží v Sarajevu a projektoval stavby realizované také na území Rumunska. Prováděl zatěžovací zkoušky některých velkých dopravních staveb, jako byl např. Podolský most. Staticky zajišťoval rekonstrukci kostela Nanebevzetí Panny Marie v Ústí nad Labem a také rekonstrukci Emauzského kláštera, který byl po americkém náletu poničen. Spolu s Jaroslavem Fragnerem se podílel také na plánech obnovy Betlémské kaple.